# Mike Olt
Michael George Olt (né le 27 août 1988 à New Haven, Connecticut, États-Unis) est un joueur de troisième but des Ligues majeures de baseball sous contrat avec les Padres de San Diego

## Carrière
Joueur des Huskies de l'Université du Connecticut, Mike Olt est un choix de première ronde des Rangers du Texas en 2010. Alors qu'il est dans les ligues mineures au moment d'amorcer la saison 2012, Olt est classé 32e dans la liste des 100 meilleurs joueurs d'avenir de MLB.com et 43e dans le top 100 de Baseball America. Il participe au match des étoiles du futur à Kansas City en juillet 2012.
Alors qu'approche la date limite des transactions durant la saison 2012, plusieurs équipes semblent intéressées à transiger avec les Rangers pour obtenir Olt, mais le club texan refuse de l'échanger,. Après avoir frappé 28 coups de circuit et amassé 82 points produits en 95 parties pour les RoughRiders de Frisco, le club-école AA des Rangers, Mike Olt est rappelé par le grand club le 2 août 2012 et fait ses débuts dans le baseball majeur face aux Angels de Los Angeles. À son premier passage au bâton, il réussit son premier coup sûr, face au lanceur C. J. Wilson.
Le 22 juillet 2013, Olt est échangé aux Cubs de Chicago avec les lanceurs Justin Grimm, Neil Ramirez et C. J. Edwards contre le lanceur partant Matt Garza. Après avoir passé 2013 en ligues mineures uniquement, il rejoint les Cubs pour la saison 2014 mais ne frappe que pour ,160 de moyenne au bâton, avec 12 circuits et 33 points produits en 89 matchs joués. Il frappe son premier circuit dans les majeures le 3 avril 2014 aux dépens du lanceur Wandy Rodríguez des Pirates de Pittsburgh.
En 95 matchs des Cubs, joués en 2014 et 2015, Olt frappe pour ,245 avec 13 circuits et 34 points produits. Il ne dispute que 6 parties des Cubs en 2015, qui le cèdent éventuellement au ballottage. Il est réclamé par les White Sox de Chicago le 5 septembre 2015.
Libéré par les White Sox le 15 mars 2016, il rejoint deux jours après les Padres de San Diego.